# Meerlo-Wanssum
Meerlo-Wanssum este o comună în provincia Limburg, Țările de Jos. Comuna este numită după cele două localități principale: Meerlo și Wanssum.

## Localități componente
Blitterswijck, Geijsteren, Meerlo, Swolgen, Tienray, Wanssum.